# Plaatsvervangend geweld
Plaatsvervangend geweld (Spaans: violencia vicaria) is een vorm van gendergerelateerd geweld waarbij een dader, doorgaans een mannelijke (ex-)partner, geweld uitoefent tegen de kinderen of andere naasten van een vrouw met als doel haar psychologisch te beschadigen of te straffen. De term werd in 2012 geïntroduceerd door de Argentijnse klinisch psychologe Sonia Vaccaro.

## Definitie
Plaatsvervangend geweld is een vorm van psychologisch geweld die wordt aangewend als instrument om controle of wraak uit te oefenen. De dader richt zich niet rechtstreeks op de vrouw, maar op derden die emotioneel belangrijk voor haar zijn — vaak haar kinderen. Volgens Vaccaro is het doel van deze vorm van geweld het veroorzaken van blijvend psychisch leed, waarbij het geweld ook kan escaleren tot kindermoord.
De Wereldgezondheidsorganisatie en verschillende psychologen waarschuwen voor de ernstige psychologische gevolgen voor zowel de moeder als de kinderen. In juridische context wordt deze vorm van geweld soms aangemerkt als kindermoord met verzwarende omstandigheden.

## Juridische erkenning per land

### Spanje

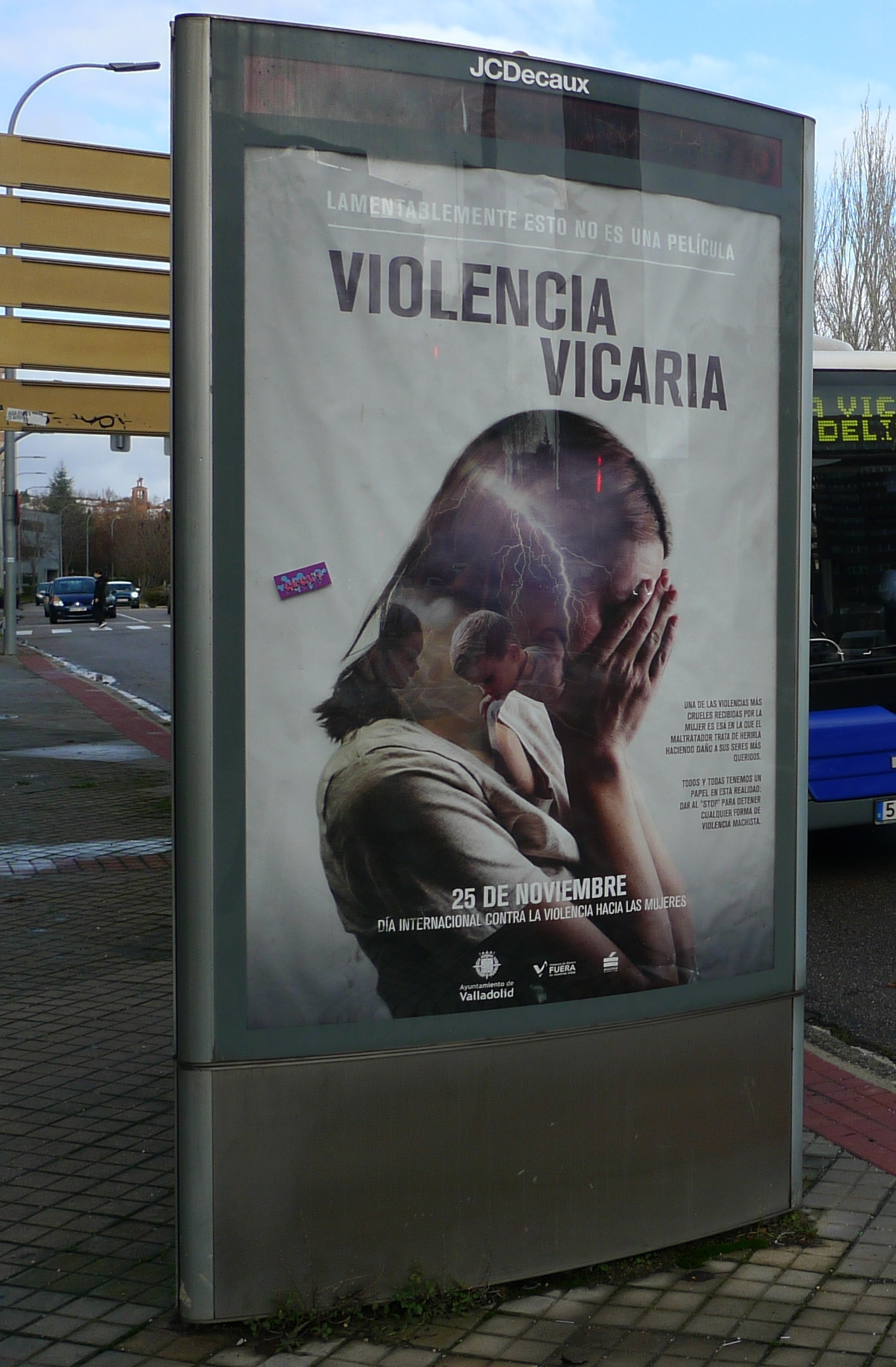
Publiekscampagne van de gemeente Valladolid tegen plaatsvervangend geweld, geplaatst op 25 november – de Internationale Dag voor de Uitbanning van Geweld tegen Vrouwen.

Spanje erkent sinds 2015 plaatsvervangend geweld als een specifieke vorm van machistisch geweld binnen de Ley Orgánica 1/2004, de integrale wet ter bestrijding van gendergeweld. In 2017 werd het opgenomen in het Pact van de Staat tegen gendergeweld. Kinderen van mishandelde vrouwen worden wettelijk erkend als directe slachtoffers van deze vorm van geweld.
Sinds een wetswijziging in het Spaanse Strafwetboek in 2015 kunnen plegers van plaatsvervangend geweld waarbij kinderen worden vermoord, worden veroordeeld tot levenslange gevangenisstraf (prisión permanente revisable).

### Argentinië
In Argentinië wordt deze vorm van geweld in sommige gevallen aangeduid als feminicidio vinculado (verbonden vrouwenmoord), wanneer kinderen of andere verwanten van een vrouw worden vermoord om haar leed te bezorgen. Het Ministerie van Vrouwen, Gender en Diversiteit voerde in 2021 een nationale campagne om deze vorm van geweld zichtbaar te maken.

### Mexico
In 2022 werd in Mexico de term violencia vicaria opgenomen in de wetsvoorstellen ter hervorming van de Ley General de Acceso de las Mujeres a una Vida Libre de Violencia. Verschillende deelstaten hebben inmiddels voorstellen gedaan om deze vorm van geweld als misdrijf op te nemen in de plaatselijke wetboeken.

### Colombia en Peru
In Colombia en Peru wordt plaatsvervangend geweld nog niet wettelijk erkend. Toch zijn er meldingen van tientallen gevallen waarin vrouwen worden bedreigd via hun kinderen. In Peru uitten verschillende vrouwenrechtenorganisaties kritiek op wetgeving rond gedeeld ouderlijk gezag, omdat die volgens hen het risico op plaatsvervangend geweld verhoogt.

## Maatschappelijke context
Volgens Sonia Vaccaro zijn vrouwen vooral kwetsbaar voor plaatsvervangend geweld tijdens en na een echtscheiding, vooral als zij een nieuwe relatie aangaan. Ze beschouwt dit geweld als “de meest wrede uiting van gendergeweld”.
Verschillende feministische organisaties in Latijns-Amerika en Europa voeren campagnes om de bekendheid van dit geweld te vergroten. In Spanje werden sinds 2013 tientallen kinderen vermoord door hun vaders in context van plaatsvervangend geweld.